# Coupe du monde de tir à l'arc de 2008
Navigation
Édition précédente Édition suivante
La coupe du monde de tir à l'arc de 2008 est la troisième édition annuelle de la coupe du monde organisée par la World Archery Federation (WA). Elle regroupe des compétitions individuelles et par équipes dans les catégories d'arc classique et arc à poulies.
Quatre compétitions de qualification ont eu lieu entre avril et juin pour chacune des catégories et les meilleurs archers sont qualifiés pour les finales fin septembre en Suisse dans les jardins du Casino de Montbenon à Lausanne. Toutes les épreuves se déroulent en extérieur avec des cibles se situant à 70 m pour l'arc classique et 50 m pour l'arc à poulies. Le format des épreuves reste identique au tir à l'arc aux Jeux olympiques pour l'arc classique.

## Calendrier
| Étape  | Date                   | Lieu                 |
| ------ | ---------------------- | -------------------- |
| 1re    | du 1 au 5 avril 2008   | Saint-Domingue (DOM) |
| 2e     | du 15 au 19 avril 2008 | Poreč (CRO)          |
| 3e     | du 27 au 31 mai 2008   | Antalya (TUR)        |
| 4e     | du 23 au 28 juin 2008  | Boé (FRA)            |
| Finale | 27 septembre 2008      | Lausanne (SUI)       |

## Résultats des étapes qualificatives
Voici le classement des archers pour les différentes étapes de qualifications dans toutes les épreuves,,,.

### Classique masculin
| Lieu           | Or                     | Argent               | Bronze                       |
| -------------- | ---------------------- | -------------------- | ---------------------------- |
| Saint-Domingue | Ilario Di Buò (ITA)    | Kuo Cheng Wei (TPE)  | Balzhinima Tsyrempilov (RUS) |
| Poreč          | Romain Girouille (FRA) | Rahul Banerjee (IND) | Im Dong-hyun (KOR)           |
| Antalya        | Im Dong-hyun (KOR)     | Brady Ellison (USA)  | Park Kyung-mo (KOR)          |
| Boé            | Viktor Ruban (UKR)     | Li Wenquan (CHN)     | Park Kyung-mo (KOR)          |

### Classique féminin
| Lieu           | Or                    | Argent                   | Bronze                |
| -------------- | --------------------- | ------------------------ | --------------------- |
| Saint-Domingue | Natalia Valeeva (ITA) | Natalya Erdyniyeva (RUS) | Bérengère Schuh (FRA) |
| Poreč          | Yun Ok-hee (KOR)      | Justyna Mospinek (POL)   | Park Sung-hyun (KOR)  |
| Antalya        | Yun Ok-hee (KOR)      | Victoria Koval (UKR)     | Park Sung-hyun (KOR)  |
| Boé            | Park Sung-hyun (KOR)  | Yun Ok-hee (KOR)         | Zhang Juanjuan (CHN)  |

### Poulies masculin
| Lieu           | Or                    | Argent                    | Bronze                |
| -------------- | --------------------- | ------------------------- | --------------------- |
| Saint-Domingue | Dave Cousins (USA)    | Robert Timms (AUS)        | Patrick Coghlan (AUS) |
| Poreč          | Sergio Pagni (ITA)    | Roberval Dos Santos (BRA) | Dietmar Trillus (CAN) |
| Antalya        | Sergio Pagni (ITA)    | Dejan Sitar (SVN)         | Peter Elzinga (NED)   |
| Boé            | Patrick Coghlan (AUS) | Kevin Tataryn (CAN)       | Martin Damsbo (DEN)   |

### Poulies féminin
| Lieu           | Or                    | Argent                | Bronze                |
| -------------- | --------------------- | --------------------- | --------------------- |
| Saint-Domingue | Jamie Van Natta (USA) | Ivana Buden (CRO)     | Albina Loginova (RUS) |
| Poreč          | Ayur Abiduev (RUS)    | Rainer Voss (GER)     | Gigi Pusca (ROU)      |
| Antalya        | Eugenia Salvi (ITA)   | Jamie Van Natta (USA) | Ivana Buden (CRO)     |
| Boé            | Luzmary Guedez (VEN)  | Nichola Simpson (GBR) | Jamie Van Natta (USA) |

### Classique masculin par équipes
| Lieu           | Or                                                         | Argent                                                                           | Bronze                                                     |
| -------------- | ---------------------------------------------------------- | -------------------------------------------------------------------------------- | ---------------------------------------------------------- |
| Saint-Domingue | Taipei chinois Kuo Cheng Wei Lin Yen-ting Wang Cheng Pang  | Australie Matthew Gray Ha-Neul Kim Michael Naray                                 | Italie Mauro Nespoli Amedeo Tonelli Marco Galiazzo         |
| Poreč          | Taipei chinois Kuo Cheng Wei Chen Szu-yuan Wang Cheng Pang | Italie Mauro Nespoli Ilario Di Buò Marco Galiazzo                                | Inde Rahul Banerjee Mangal Singh Champia Jayanta Talukdar  |
| Antalya        | Inde Rahul Banerjee Mangal Singh Champia Jayanta Talukdar  | Malaisie Cheng Chu Sian Muhammad Marbawi Sulaiman Wan Mohd Khalmizam Wan Ab Aziz | Taipei chinois Kuo Cheng Wei Chen Szu-yuan Wang Cheng Pang |
| Boé            | Corée du Sud Im Dong-hyun Park Kyung-mo Lee Chang-hwan     | Malaisie Cheng Chu Sian Muhammad Marbawi Sulaiman Wan Mohd Khalmizam Wan Ab Aziz | Russie Baljinima Tsyrempilov Baïr Badionov Andrey Abramov  |

### Classique féminin par équipes
| Lieu           | Or                                                            | Argent                                                                     | Bronze                                                        |
| -------------- | ------------------------------------------------------------- | -------------------------------------------------------------------------- | ------------------------------------------------------------- |
| Saint-Domingue | Royaume-Uni Alison Williamson Naomi Folkard Charlotte Burgess | Italie Elena Perosini Pia Carmen Lionetti Natalia Valeeva                  | Géorgie Asmat Diasamidze Kristine Esebua Khatuna Narimanidze  |
| Poreč          | Chine Zhang Juanjuan Guo Dan Chen Ling                        | Pologne Malgorzata Cwienczek Iwona Dzięcioł-Marcinkiewicz Justyna Mospinek | Corée du Sud Park Sung-hyun Joo Hyun-jung Yun Ok-hee          |
| Antalya        | Corée du Sud Park Sung-hyun Joo Hyun-jung Yun Ok-hee          | Taipei chinois Wei Pi-hsiu Wu Hui-ju Yuan Shu-chi                          | Chine Zhang Juanjuan Guo Dan Chen Ling                        |
| Boé            | Corée du Sud Park Sung-hyun Joo Hyun-jung Yun Ok-hee          | Italie Elena Tonetta Pia Carmen Lionetti Natalia Valeeva                   | Royaume-Uni Alison Williamson Naomi Folkard Charlotte Burgess |

### Poulies masculin par équipes
| Lieu           | Or                                                              | Argent                                                  | Bronze                                           |
| -------------- | --------------------------------------------------------------- | ------------------------------------------------------- | ------------------------------------------------ |
| Saint-Domingue | États-Unis Braden Gellenthien Dave Cousins Reo Wilde            | Australie Patrick Coghlan Robert Timms Brendan Wallace  | Mexique Gerardo Alvarado Hafid Jaime Ruben Ochoa |
| Poreč          | Italie Fabio Girardi Sergio Pagni Antonio Tosco                 | Suède Magnus Carlsson Morgan Lundin Anders Malm         | Royaume-Uni Liam Grimwood Adam Shaw Neil Wakelin |
| Antalya        | Italie Stefano Mazzi Sergio Pagni Antonio Tosco                 | États-Unis Braden Gellenthien Steven Gatto Mark Schiavo | Russie Ayur Abiduev Dimitri Chepik Maxin Volkov  |
| Boé            | France Sébastien Brasseur Dominique Genet Pierre Julien Deloche | Australie Patrick Coghlan Zoran Singerov Robert Timms   | Canada Kevin Evans Kevin Tataryn Dietmar Trillus |

### Poulies féminin par équipes
| Lieu           | Or                                                        | Argent                                                 | Bronze                                                   |
| -------------- | --------------------------------------------------------- | ------------------------------------------------------ | -------------------------------------------------------- |
| Saint-Domingue | Russie Sofia Goncharova Svetlana Novikova Albina Loginova | Allemagne Sabrina Jagemann Melanie Mikala Andrea Weihe | Mexique Linda Ochoa Almendra Ochoa Felisa De La Concha   |
| Poreč          | Royaume-Uni Lucy Holderness Nicky Hunt Nichola Simpson    | France Valérie Fabre Amandine Bouillot Aurore Trayan   | Belgique Catheline Dessoy Petra Haemhouts Gladys Willems |
| Antalya        | Russie Sofia Goncharova Anna Kazantseva Albina Loginova   | Royaume-Uni Andrea Gales Nicky Hunt Nichola Simpson    | Venezuela Martha Flores Luzmary Guedez Andrea Sudano     |
| Boé            | France Valérie Fabre Amandine Bouillot Aurore Trayan      | Grèce Eleni Ioannou Polymnia Tzanoglou Maria Zempou    | Russie Sofia Goncharova Anna Kazantseva Albina Loginova  |

## La finale
En finale, seules les épreuves individuelles sont disputées.

### Qualification des archers
À la fin des étapes de qualifications, les 4 meilleurs archers les mieux classés des quatre étapes dans chaque catégorie seront sélectionnés pour participer à la finale. Cependant, il existe une limite de deux archers du même pays dans chaque catégorie.
| Rang | Nom              | Points |
| ---- | ---------------- | ------ |
| 1    | Park Kyung-mo    | 51     |
| 1    | Im Dong-hyun     | 51     |
| 3    | Viktor Ruban     | 42     |
| 4    | Romain Girouille | 39     |
| 5    | Jayanta Talukdar | 37     |
| 6    | Rahul Banerjee   | 36     |
| 7    | Ilario Di Buò    | 31     |
| 8    | Kim Ha-neul      | 26     |
| 8    | Kuo Cheng Wei    | 26     |
| 10   | Li Wenquan       | 21     |

| Rang | Nom                | Points |
| ---- | ------------------ | ------ |
| 1    | Yun Ok-hee         | 71     |
| 2    | Park Sung-hyun     | 61     |
| 3    | Natalia Valeeva    | 53     |
| 4    | Justyna Mospinek   | 37     |
| 5    | Joo Hyun-Jung      | 35     |
| 6    | Bombayla Devi      | 24     |
| 7    | Natalya Erdyniyeva | 23     |
| 7    | Kwak Ye-ji         | 23     |
| 9    | Zhang Juanjuan     | 22     |
| 9    | Bérengère Schuh    | 22     |
| 9    | Wu Hui-ju          | 22     |

| Rang | Nom                 | Points |
| ---- | ------------------- | ------ |
| 1    | Sergio Pagni        | 60     |
| 2    | Patrick Coghlan     | 43     |
| 3    | Patrizio Hofer      | 42     |
| 4    | Dietmar Trillus     | 41     |
| 4    | Roberval Dos Santos | 35     |
| 6    | Peter Elzinga       | 34     |
| 7    | Liam Grimwood       | 33     |
| 8    | Robert Timms        | 32     |
| 8    | Martin Damsbo       | 30     |
| 10   | Kevin Tataryn       | 29     |

| Rang | Nom               | Points |
| ---- | ----------------- | ------ |
| 1    | Jamie Van Natta   | 64     |
| 2    | Ivana Buden       | 51     |
| 3    | Nichola Simpson   | 47     |
| 4    | Amandine Bouillot | 43     |
| 5    | Anna Kazantseva   | 39     |
| 6    | Eugenia Salvi     | 37     |
| 7    | Luzmary Guedez    | 35     |
| 7    | Sofia Goncharova  | 35     |
| 7    | Camilla Soemod    | 35     |
| 10   | Albina Loginova   | 33     |

### Classique masculin
|  | Demi-finales           | Demi-finales           |                        |     | Finale                 | Finale                 |
|  | Demi-finales           | Demi-finales           |                        |     | Finale                 | Finale                 |
|  |                        |                        |                        |     |                        |                        |
|  | 27 septembre, Lausanne | 27 septembre, Lausanne |                        |     | 27 septembre, Lausanne | 27 septembre, Lausanne |
|  | 27 septembre, Lausanne | 27 septembre, Lausanne |                        |     | 27 septembre, Lausanne | 27 septembre, Lausanne |
|  | Im Dong-hyun           | 108                    |                        |     | 27 septembre, Lausanne | 27 septembre, Lausanne |
|  | Im Dong-hyun           | 108                    |                        |     | 27 septembre, Lausanne | 27 septembre, Lausanne |
|  | Romain Girouille       | 105                    |                        |     | 27 septembre, Lausanne | 27 septembre, Lausanne |
|  | Romain Girouille       | 105                    | Im Dong-hyun           | 112 |                        |                        |
|  | 27 septembre, Lausanne |                        | Im Dong-hyun           | 112 |                        |                        |
|  |                        | Viktor Ruban           | 110                    |     |                        |                        |
|  | Viktor Ruban           | Viktor Ruban           | 110                    | 109 |                        |                        |
|  | Viktor Ruban           |                        |                        | 109 |                        |                        |
|  | Park Kyung-mo          | 108                    |                        |     |                        |                        |
|  | Park Kyung-mo          | 108                    | Match pour la 3e place |     |                        |                        |
|  |                        |                        |                        |     |                        |                        |
|  | 27 septembre, Lausanne |                        |                        |     |                        |                        |
|  |                        |                        |                        |     |                        |                        |
|  | Romain Girouille       | 109 (T9)               |                        |     |                        |                        |
|  | Romain Girouille       | 109 (T9)               |                        |     |                        |                        |
|  | Park Kyung-mo          | 109 (T8)               |                        |     |                        |                        |
|  | Park Kyung-mo          | 109 (T8)               |                        |     |                        |                        |

### Classique féminin
|  | Demi-finales           | Demi-finales           |                        |     | Finale                 | Finale                 |
|  | Demi-finales           | Demi-finales           |                        |     | Finale                 | Finale                 |
|  |                        |                        |                        |     |                        |                        |
|  | 27 septembre, Lausanne | 27 septembre, Lausanne |                        |     | 27 septembre, Lausanne | 27 septembre, Lausanne |
|  | 27 septembre, Lausanne | 27 septembre, Lausanne |                        |     | 27 septembre, Lausanne | 27 septembre, Lausanne |
|  | Yun Ok-hee             | 110                    |                        |     | 27 septembre, Lausanne | 27 septembre, Lausanne |
|  | Yun Ok-hee             | 110                    |                        |     | 27 septembre, Lausanne | 27 septembre, Lausanne |
|  | Justyna Mospinek       | 111                    |                        |     | 27 septembre, Lausanne | 27 septembre, Lausanne |
|  | Justyna Mospinek       | 111                    | Justyna Mospinek       | 109 |                        |                        |
|  | 27 septembre, Lausanne |                        | Justyna Mospinek       | 109 |                        |                        |
|  |                        | Park Sung-hyun         | 107                    |     |                        |                        |
|  | Natalia Valeeva        | Park Sung-hyun         | 107                    | 103 |                        |                        |
|  | Natalia Valeeva        |                        |                        | 103 |                        |                        |
|  | Park Sung-hyun         | 107                    |                        |     |                        |                        |
|  | Park Sung-hyun         | 107                    | Match pour la 3e place |     |                        |                        |
|  |                        |                        |                        |     |                        |                        |
|  | 27 septembre, Lausanne |                        |                        |     |                        |                        |
|  |                        |                        |                        |     |                        |                        |
|  | Yun Ok-hee             | 113                    |                        |     |                        |                        |
|  | Yun Ok-hee             | 113                    |                        |     |                        |                        |
|  | Natalia Valeeva        | 105                    |                        |     |                        |                        |
|  | Natalia Valeeva        | 105                    |                        |     |                        |                        |

### Poulies masculin
|  | Demi-finales           | Demi-finales           |                        |           | Finale                 | Finale                 |
|  | Demi-finales           | Demi-finales           |                        |           | Finale                 | Finale                 |
|  |                        |                        |                        |           |                        |                        |
|  | 27 septembre, Lausanne | 27 septembre, Lausanne |                        |           | 27 septembre, Lausanne | 27 septembre, Lausanne |
|  | 27 septembre, Lausanne | 27 septembre, Lausanne |                        |           | 27 septembre, Lausanne | 27 septembre, Lausanne |
|  | Sergio Pagni           | 114 (T9)               |                        |           | 27 septembre, Lausanne | 27 septembre, Lausanne |
|  | Sergio Pagni           | 114 (T9)               |                        |           | 27 septembre, Lausanne | 27 septembre, Lausanne |
|  | Dietmar Trillus        | 114 (T10)              |                        |           | 27 septembre, Lausanne | 27 septembre, Lausanne |
|  | Dietmar Trillus        | 114 (T10)              | Dietmar Trillus        | 112 (T10) |                        |                        |
|  | 27 septembre, Lausanne |                        | Dietmar Trillus        | 112 (T10) |                        |                        |
|  |                        | Patrizio Hofer         | 112 (T9)               |           |                        |                        |
|  | Patrizio Hofer         | Patrizio Hofer         | 112 (T9)               | 114       |                        |                        |
|  | Patrizio Hofer         |                        |                        | 114       |                        |                        |
|  | Patrick Coghlan        | 113                    |                        |           |                        |                        |
|  | Patrick Coghlan        | 113                    | Match pour la 3e place |           |                        |                        |
|  |                        |                        |                        |           |                        |                        |
|  | 27 septembre, Lausanne |                        |                        |           |                        |                        |
|  |                        |                        |                        |           |                        |                        |
|  | Sergio Pagni           | 115 (T9)               |                        |           |                        |                        |
|  | Sergio Pagni           | 115 (T9)               |                        |           |                        |                        |
|  | Patrick Coghlan        | 115 (T10)              |                        |           |                        |                        |
|  | Patrick Coghlan        | 115 (T10)              |                        |           |                        |                        |

### Poulies féminin
|  | Demi-finales           | Demi-finales           |                        |     | Finale                 | Finale                 |
|  | Demi-finales           | Demi-finales           |                        |     | Finale                 | Finale                 |
|  |                        |                        |                        |     |                        |                        |
|  | 27 septembre, Lausanne | 27 septembre, Lausanne |                        |     | 27 septembre, Lausanne | 27 septembre, Lausanne |
|  | 27 septembre, Lausanne | 27 septembre, Lausanne |                        |     | 27 septembre, Lausanne | 27 septembre, Lausanne |
|  | Jamie Van Natta        | 108 (T10)              |                        |     | 27 septembre, Lausanne | 27 septembre, Lausanne |
|  | Jamie Van Natta        | 108 (T10)              |                        |     | 27 septembre, Lausanne | 27 septembre, Lausanne |
|  | Amandine Bouillot      | 108 (T8)               |                        |     | 27 septembre, Lausanne | 27 septembre, Lausanne |
|  | Amandine Bouillot      | 108 (T8)               | Jamie Van Natta        | 114 |                        |                        |
|  | 27 septembre, Lausanne |                        | Jamie Van Natta        | 114 |                        |                        |
|  |                        | Nichola Simpson        | 112                    |     |                        |                        |
|  | Nichola Simpson        | Nichola Simpson        | 112                    | 116 |                        |                        |
|  | Nichola Simpson        |                        |                        | 116 |                        |                        |
|  | Ivana Buden            | 108                    |                        |     |                        |                        |
|  | Ivana Buden            | 108                    | Match pour la 3e place |     |                        |                        |
|  |                        |                        |                        |     |                        |                        |
|  | 27 septembre, Lausanne |                        |                        |     |                        |                        |
|  |                        |                        |                        |     |                        |                        |
|  | Amandine Bouillot      | 114                    |                        |     |                        |                        |
|  | Amandine Bouillot      | 114                    |                        |     |                        |                        |
|  | Ivana Buden            | 110                    |                        |     |                        |                        |
|  | Ivana Buden            | 110                    |                        |     |                        |                        |

### Résultats
| Arc classique |                        |                       |                         |
| Hommes        | Im Dong-hyun (KOR)     | Viktor Ruban (UKR)    | Romain Girouille (FRA)  |
| Femmes        | Justyna Mospinek (POL) | Park Sung-hyun (KOR)  | Yun Ok-hee (KOR)        |
| Arc à poulies |                        |                       |                         |
| Hommes        | Dietmar Trillus (CAN)  | Patrizio Hofer (SUI)  | Patrick Coghlan (AUS)   |
| Femmes        | Jamie Van Natta (USA)  | Nichola Simpson (GBR) | Amandine Bouillot (FRA) |

## Classements des nations
| Rang | Pays         | Points |
| ---- | ------------ | ------ |
| 1    | Corée du Sud | 454    |
| 2    | Italie       | 430    |
| 3    | Royaume-Uni  | 397    |
| 4    | Russie       | 364    |
| 5    | France       | 330    |